# 刘济民 (1938年)
刘济民（1938年—），男，内蒙古人，中华人民共和国政治人物，曾任中华人民共和国国务院副秘书长，国有重点大型企业监事会主席，第九、十届全国政协委员。